# Макс Вінслоу і будинок таємниць
Макс Вінслоу і будинок таємниць — американський науково-фантастичний трилер, написаний Джеффом Вайлдом, продюсером став Джонні Рімо а режисером Шоном Олсоном. Створено компанією «SkipStone Pictures» у співпраці з «Standing Room Only Cinema» та «BFY Productions» і випущено у кінотеатрах через «3-D Live».

## Про фільм
Декілька старшокласників дізнаються про те, що впливовий мільярдер, який зумів заробити статки за досить короткий термін, виставив на продаж свій розкішний особняк, оснащений за останнім словом техніки. Вони вирішують поборотися за такий розкішний приз і готові до всіх складнощів та випробувань.
Ось тільки ніхто з них і припустити не міг, що опиниться в справжнісінькій пастці, вихід з якої практично неможливо знайти. Пастку для героїв влаштував суперкомп'ютер, який вирішив пограти у Бога.
Чи зможуть підлітки знайти в собі сили не впасти духом і вибратися з пастки цілими й неушкодженими?

## Знімались
| Актор            | Роль |
| ---------------- | ---- |
| Чед Майкл Мюррей |      |
| Марина Сіртіс    |      |
| Теннер Б'юкенен  |      |
| Джейсон Дженао   |      |
| Джейд Чайновет   |      |
| Тайлер Крістофер |      |
| Крістофер Майкл  |      |